# Georg Ernst (Henneberg-Schleusingen)

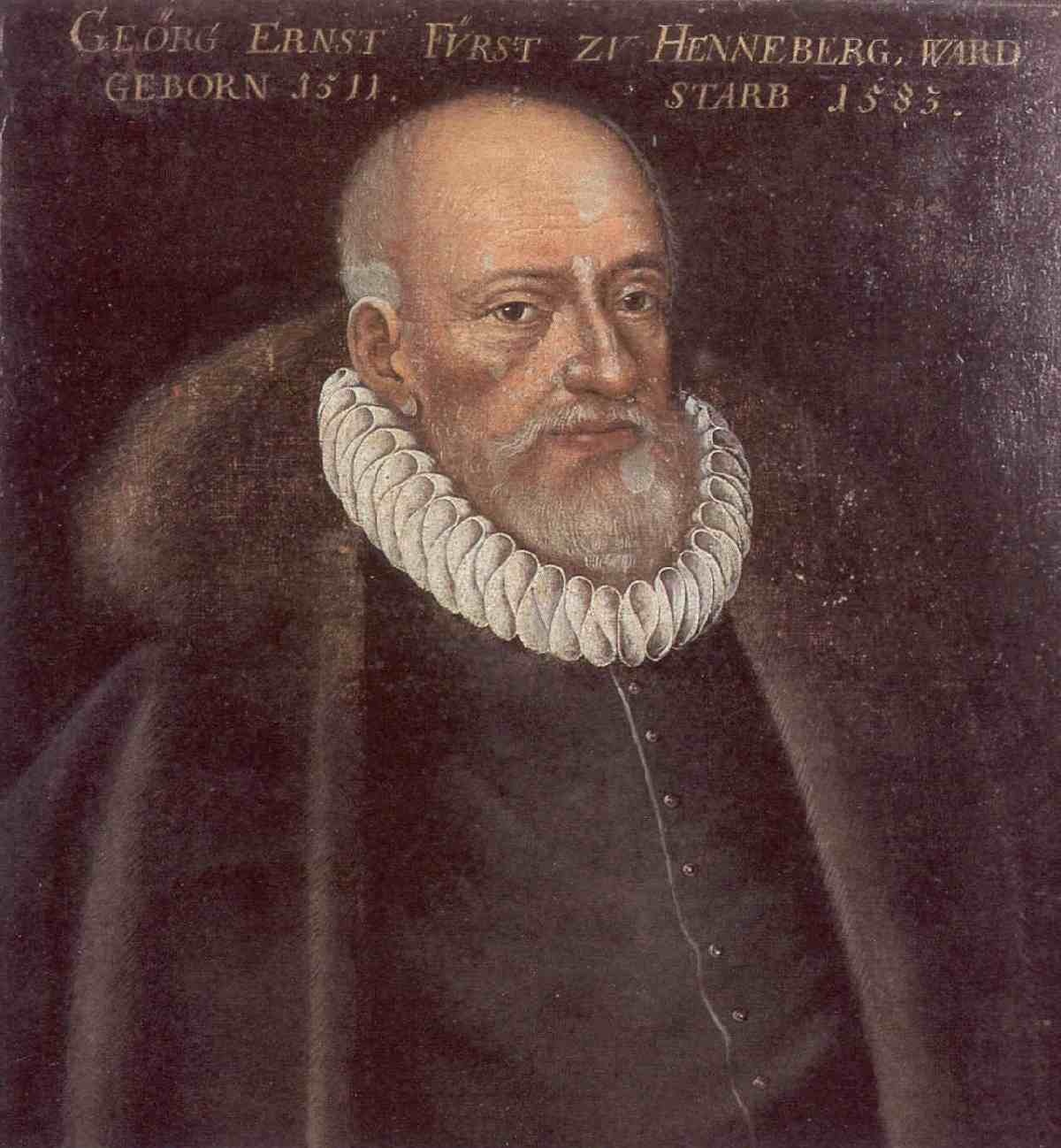
Georg Ernst von Henneberg-Schleusingen

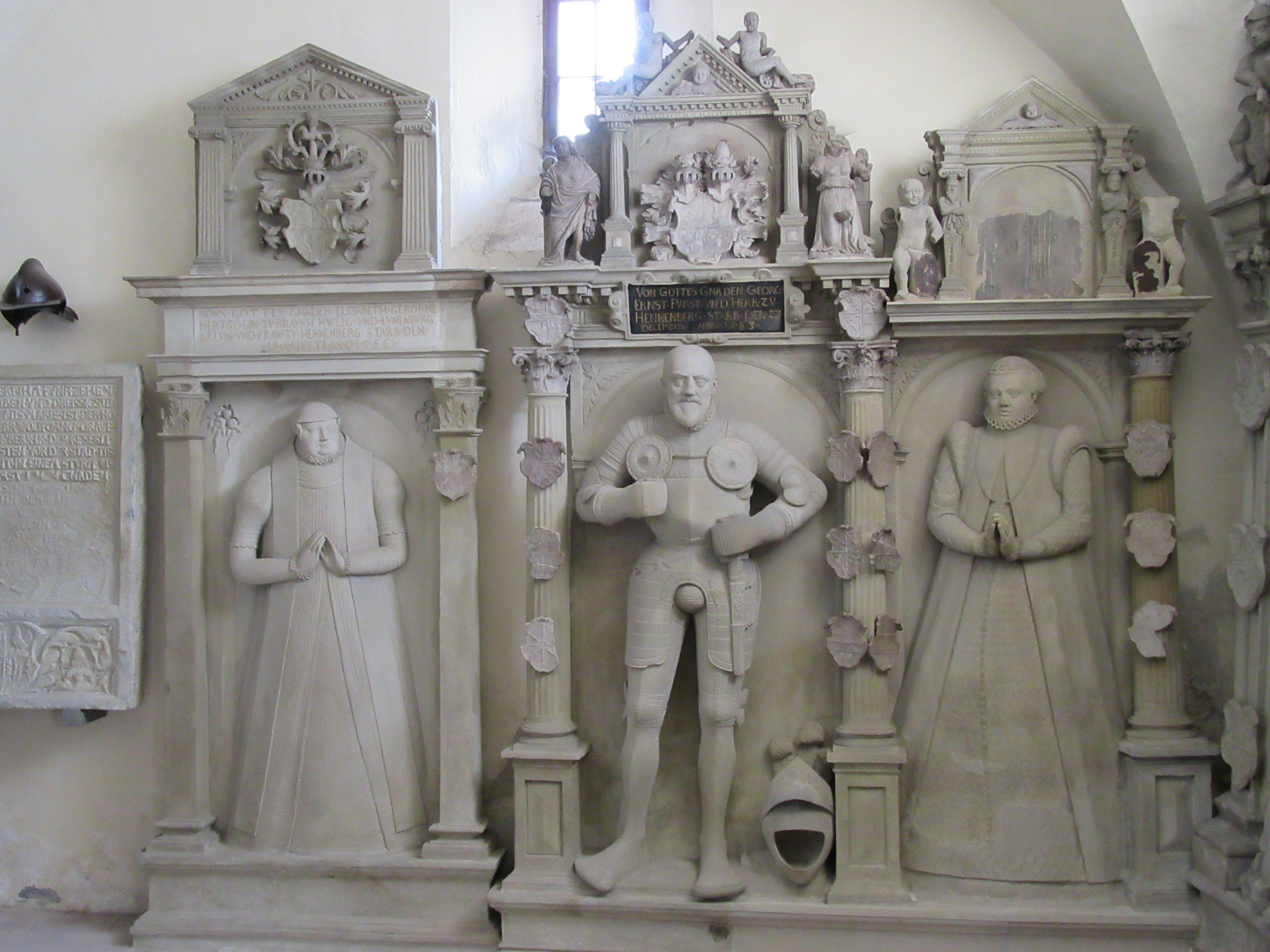
Grabstandbild Georg Ernsts in der Schleusinger Stadtkirche (Mitte)

Georg Ernst (* 27. Mai 1511 in Schleusingen; † 27. Dezember 1583 in Henneberg) war letzter regierender Graf von Henneberg-Schleusingen.

## Leben
Georg Ernst war der Sohn des Wilhelm VI. von Henneberg und Markgräfin Anastasia von Brandenburg. Erzogen wurde er in seiner Jugend an den Höfen von Herzog Albrecht im preußischen Königsberg, von Herzog Wilhelm von Jülich und von Landgraf Philipp von Hessen.
1530 nahm er am Reichstag zu Augsburg teil. In kaiserlichen Diensten stehend, zeichnete er sich vor allem im Feldzug gegen die Türken 1542 aus. Die Wetterfahne mit Kreuz und Halbmond auf dem Schleusinger Kirchturm erinnert bis heute an diese Schlacht, in der Georg Ernst Herzog  Moritz von Sachsen das Leben rettete. 1543 heiratete er Elisabeth von Braunschweig-Hann. Münden, eine überzeugte Protestantin. Mit dieser Heirat von seinem Vater zum Mitregenten in der Grafschaft Henneberg bestimmt, führte er 1544 die Reformation im Hennebergischen ein. Daneben gehört die Gründung eines humanistischen Gymnasiums mit Alumnat als hennebergische Landesschule in Schleusingen seit 1577 zu seinem Hauptverdienst. Mit diesem Gymnasium, das als Hennebergisches Gymnasium "Georg Ernst" auch heute noch existiert, hat sich der letzte Landesherr ein bleibendes Denkmal gesetzt. Nach dem Tod seiner ersten Frau 1566 ließ Georg Ernst die Familiengrabstätte von Kloster Veßra in die Ägidienkapelle in der Stadtkirche von Schleusingen verlegen. 1568 heiratete er ein zweites Mal – Elisabeth von Württemberg. Auch diese Ehe blieb ohne Nachkommen.
Am 27. Dezember 1583 starb Georg Ernst als letzter seines Stammes im Dorf Henneberg bei Meiningen unterhalb der im Bauernkrieg 1525 zerstörten Burgruine Henneberg. Er wurde in der Familienkapelle der Schleusinger Stadtkirche bestattet, in der sich sein Grabstandbild bis heute befindet. Mit Georg Ernst starb die Linie Henneberg-Schleusingen aus.